# Place du Roi
La place du Roi (catalan : plaça del Rei ; espagnol : plaza del Rey) est une place historique du Quartier gothique de Barcelone, dans le District de Ciutat Vella. Il s'agit d'une place monumentale, entourée de bâtiments gothiques et renaissances, dont la plupart font partie de l'ensemble du Palacio Real Mayor, qui a été la résidence et le siège du gouvernement des comtes de Barcelone et des rois d'Aragon.
Les bâtiments les plus significatifs de l'ensemble palatial sont Le Tinell, sur lequel s'élève la tour connue comme Mirador du Roi Martin, la chapelle de Santa Ágata et le palais du Lloctinent. Le bâtiment fermant cette place rectangulaire est la Casa Padellás, qui date du XVIe siècle et qui a été déplacée pierre par pierre depuis son emplacement original, dans la rue Mercaders.

## Histoire

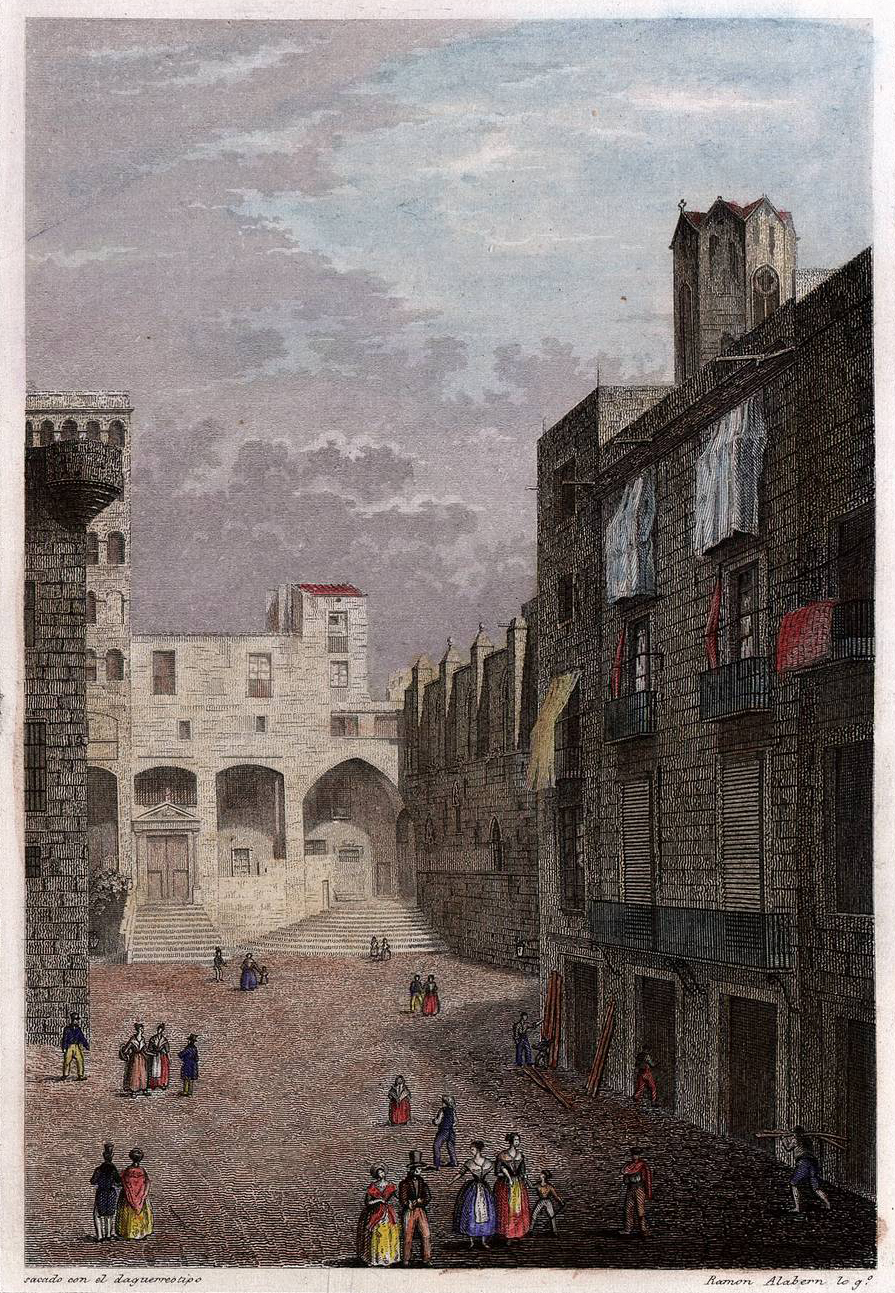
Vue de la place vers 1842

L'actuelle place faisait partie de la cour du palais Royal. Bien qu'il restât fermé par une muraille, il était un espace ouvert au peuple, utilisé pendant des siècles comme marché. La place tout au long de son histoire a eu des usages différents et en 1387, sous le règne de Jean Ier roi d'Aragon, a eu lieu ici la première course de taureaux à Barcelone, d'après les Archives Générales de la Couronne d'Aragon.
Le 7 décembre 1492 dans les escaliers de l'entrée du Palais Real, le roi Ferdinand d'Aragon a été victime d'une tentative d'assassinat par Joan de Canyamars. Celui ci sera ensuite jugé et condamné à mort.

## Architecture

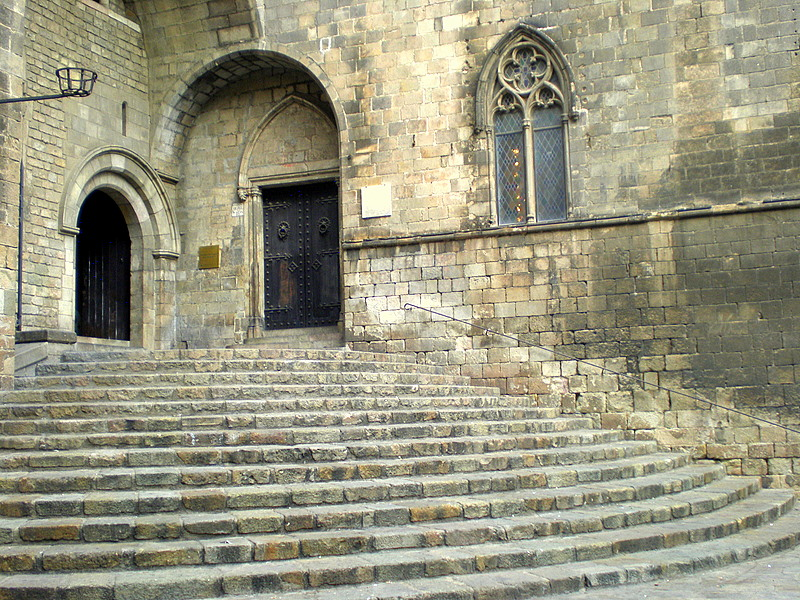
Escaliers du Palais Royal

L'actuelle disposition rectangulaire de la place remonte à la deuxième moitié du XIVe siècle, sous le règne de Martin Ier d'Aragon, qui a déplacé le marché avec pour but de créer un espace suffisant pour la célébration de joutes équestres.
Au XIXe siècle la Mairie de Barcelone a chargé l'architecte municipal Francisco Daniel Molina de transformer la place, qui souffrait du déclin de ses bâtiments, ayant perdu leur usage noble. Molina a bâti une fontaine monumentale, de style néogothique, inaugurée le 16 octobre 1853. 
Entre 1931 et 1934 a été mené à terme une nouvelle refonte par Agustín Durán Sanpere, qui a donné à la place, en grande partie, son aspect actuel. Ont notamment été supprimés les arbres et la fontaine néogothique de Molina. A cette même époque a été déplacée ici la Casa Padellàs, remontée pierre par pierre. À la suite de cette reconstruction, ont été découverts dans le sous-sol de la place quelques importants restes de la ville romaine. Cette découverte a motivé la création du Musée d'Histoire de Barcelone (MHCB), qui sera installé dans la Casa Padellàs en 1943.
En 1956 la colonne romaine retrouvée a été déplacée au siège du Centre Excursionista de Cataluna, où sont conservés les autres restes du Temple d'Auguste.
En 1986 a été installée sur la place la sculpture Topos V, une œuvre d'acier fondu du sculpteur Eduardo Chillida.

## Source de traduction
- (es) Cet article est partiellement ou en totalité issu de l’article de Wikipédia en espagnol intitulé « Plaza del Rey (Barcelona) » (voir la liste des auteurs).